# Чмутіна Наталія Борисівна
Чму́тіна Ната́лія Бори́сівна (5 [18] грудня 1912, Київ, Київська губернія, Російська імперія — 8 листопада 2005, Київ, Україна) — український архітектор, народний архітектор Української РСР (1987).

## Біографія
Народилася в 1912 році в Києві. Протягом 1918—1926 років мешкала в бабусі в м. Араміль (нині Свердловська область, Росія). Там же отримала середню освіту. У 1930-1936 роках навчалася на архітектурному факультеті Київського будівельного інституту в майстерні архітектора Володимира Заболотного.
Наталія Чмутіна працювала архітектором у проектній майстерні ЦВК УРСР у Києві (1936), архітектором-бригадиром Відділу капітального будівництва авіаційно-ремонтного заводу № 43 у Києві (1938—1941).
Закінчила інститут аспірантури Академії архітектури УРСР у 1947 році. кандидат архітектури з 1959 року, тема дисертації: «Міський показовий Дім запису актів громадянського стану у Києві».
З 1946 року викладала в Київському художньому інституті, керівник навчально-творчої майстерні. Стала професором у 1973 році.
У 1960 році Наталія Чмутіна очолила сектор експериментального проектування науково-дослідного інституту експериментального проектування Академії будівництва і архітектури УРСР. У 1963 році почала працювати в Київському зональному науково-дослідному й проектному інституті (пізніше - КиївЗНДІЕП).
Заслужений архітектор Української РСР (з 1976 р.), народний архітектор Української РСР (з 1987 р.).

## Вибрані проекти
- Ресторан «Рів'єра» на схилах Дніпра в м. Києві (архітектори: А. Добровольський та Н. Чмутіна, 1936—1937)
- Будівля Верховної Ради по вул. Михайла Грушевського в м. Києві (творчий колектив під керівництвом В. Г. Заболотного, 1936—1939)
- Житловий будинок інженерно-технічних робітників заводу № 43 у Києві (1938—1940)
- Внутрішнє оздоблення будинку Червоної армії у Проскурові (1939—1940)
- Будинок народної творчості у Києві (1940)
- Текстильна фабрика в с. Черноусово Свердловської області (1942—1944)
- Банно-пральний комбінат у Калініні (1942)
- Ватна фабрика в Армавірі (1942)
- Відновлення зруйнованої Будівлі Верховної Ради
- Готель «Інтурист» у Києві (1952—1956)
- Будинок Укоопспілки на Хрещатику, 9 (спільно з арх. В. Г. Заболотним, Я. Л. Красним, М. Г. Гречиною, 1957—1964)
- Готель «Дніпро» на Європейській площі (спільно з арх. В. Д. Єлізаровим, В. Г. Заболотним, Я. Л. Красним, 1959—1964)
- Розпланування та забудова експериментального району північніше Броварського шосе у Києві (1961—1970)
- Експериментальний готель літнього типу «Тарасова Гора» у Каневі (архітектори: Н. Чмутіна, Е. Гусєва, В. Штолько, М. Гречина та ін., 1962)
- Універсальний меблевий магазин «Будинок меблів» у Києві (1963—1967)
- Готель «Либідь» на Галицькій площі (архітектори Н. Б. Чмутіна, A. M. Аніщенко, О. К. Стукалов, Ю. А. Чеканюк, 1965—1970)
- Експериментальний готель на 420 місць у Черкасах (1965—1970)
- Експериментальний критий ринок «Залізничний» (1973)

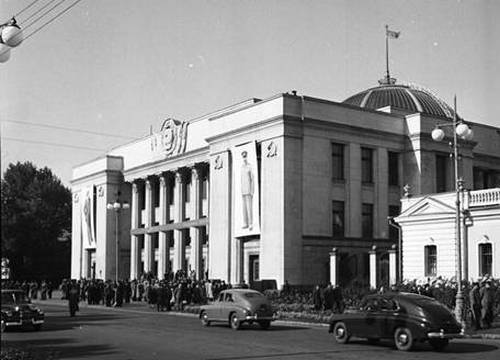
Будинок Верховної Ради УРСР
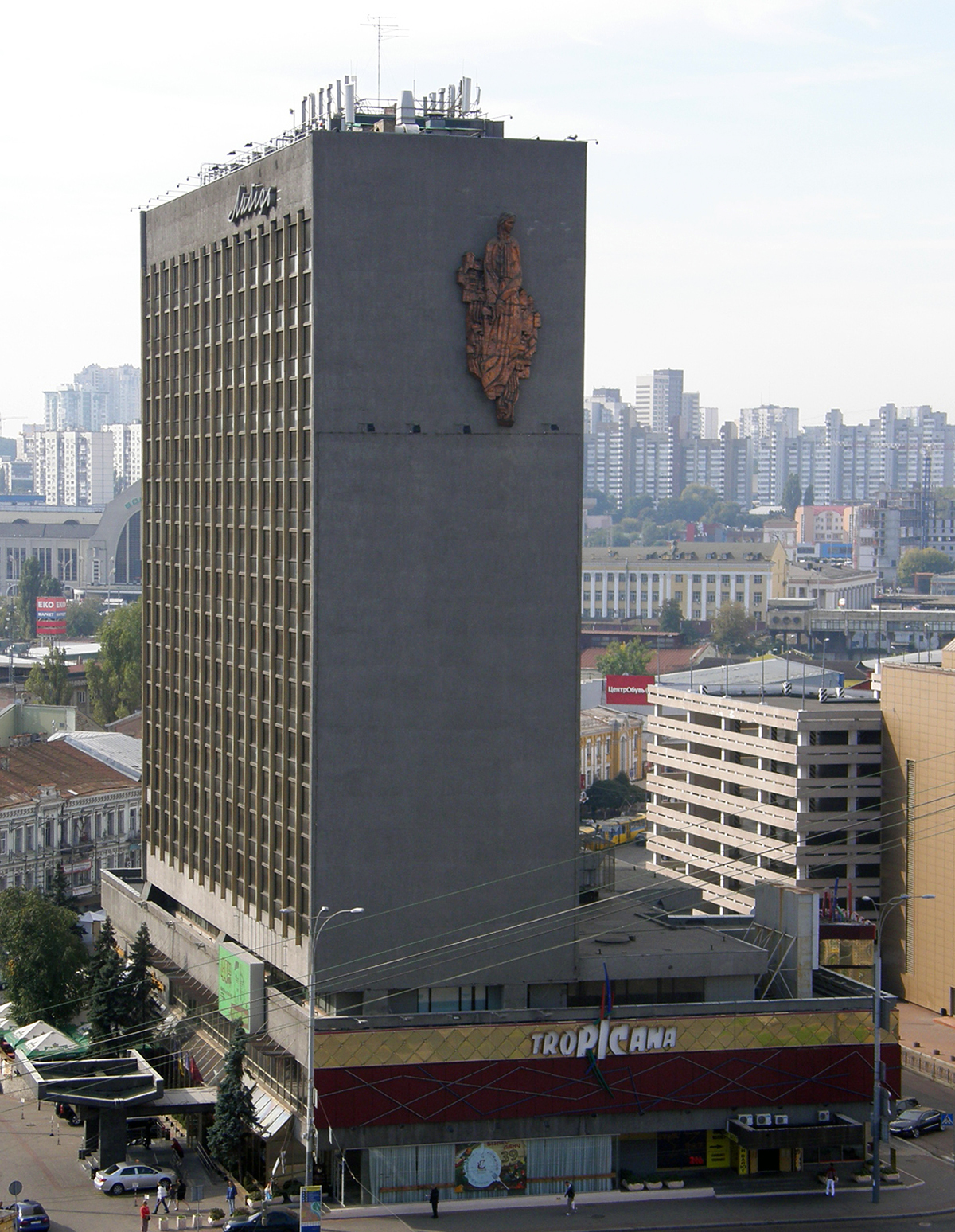
Готель «Либідь»
Готель «Дніпро»
Будинок меблів